# ダウンタウン・ボーイ
「ダウンタウン・ボーイ」は、佐野元春の5作目のシングル。1981年10月21日にEPIC・ソニー（現：エピックレコードジャパン）からリリースされた。

## 概要
「ダウンタウン・ボーイ」は、アルバム『SOMEDAY』先行シングルであるが、アルバム・バージョンとして収録されている。
シングル・バージョンは、2002年発売『SOMEDAY Collector's Edition』にて、初めて収録された。
カップリング曲「スターダスト・キッズ」は、1982年に10枚目のシングルとして新たにレコーディングされ、1983年発売ベスト・アルバム『No Damage (14のありふれたチャイム達)』に収録されている。
お笑いコンビ「ダウンタウン」が結成当初、「ダウンタウン・ボーイ」を出囃子として使用していた。コンビ名を決めた時は松本人志はこの曲を知らず佐野のこともあまり知らなかったが、ハイヒール・モモコから「ダウンタウンって佐野元春ファン?」と聞かれたことがきっかけで曲を知り出囃子にした。

## 収録曲
- 全作詞・作曲・編曲：佐野元春

1. ダウンタウン・ボーイ
2. スターダスト・キッズ